# Joan Cuadrench i Aragonès
Joan Cuadrench i Aragonès   (Barcelona, 1942 - Barcelona, 20 de març de 2020) va ser un capellà català. Va treballar durant anys en barris populars de l'àrea metropolitana de Barcelona com Roquetes, Pomar, Llefià o Can Palet, amb els sectors més desafavorits de la societat, i s'autodefinia com a "capellà obrer".
Va impulsar la creació de la DISA, un centre de distribució d'aliments per a famílies necessitades en el barri de Roquetes. També va organitzar cursos d'aprenentatge de català i campanyes de normalització lingüística, per millorar les possibilitats dels seus veïns per accedir al mercat laboral. Com a activista per la llengua, també va donar suport a diverses campanyes i va ser subscriptor fundacional del diari Avui.
Havia estat vicari episcopal, amb l'arquebisbe Lluís Martínez Sistach, i arxipreste de Trinitat-Roquetes.
Va morir el 2020 en el decurs de la pandèmia per coronavirus. En el moment de la seva mort era rector de les parròquies de Sant Sebastià (on havia arribat el 2001) i Santa Maria Magdalena.